# 市倉宏祐
市倉 宏祐（いちくら ひろすけ、1921年8月21日 - 2012年7月19日）は、日本の哲学者。現代フランス哲学の研究者。専修大学名誉教授。

## 経歴
- 1921年 - 神奈川県横浜市生まれ[2]
- 第三高等学校卒業
- 1947年9月 - 東京大学文学部倫理学科卒業[2]
- 1959年までに　専修大学文学部助教授　のち教授
- 1982年 - 専修大学図書館長[3]
- 1986年 - 『アンチ・オイディプス』で第23回日本翻訳文化賞受賞
- 1990年 - 第6代日本倫理学会長[4]
- 1992年、専修大学定年退任、名誉教授
- 2012年 - 多臓器不全のため東京都町田市の病院で死去[5]。

## 著書

### 単著
- 『現代フランス思想への誘い アンチ・オイディプスのかなたへ』岩波書店、1986年
- 『ハイデガーとサルトルと詩人たち』日本放送出版協会・NHKブックス、1997年
- 『和辻哲郎の視圏―古寺巡礼・倫理学・桂離宮』春秋社、2005年

### 共著編
- 哲学の名著12選、学陽書房、1972年（古田光、廣川洋一、中野幸次、竹田篤司、上妻精、飯島宗享、城塚登、岩永達郎、新田義弘、市倉宏祐 による共編著）
- （菊地健三、伊吹克己）『ジル・ドゥルーズの試み』北樹出版、1994年

## 翻訳
- ジャン・イポリット『ヘーゲル精神現象学の生成と構造（上）』岩波書店、1972
- ジャン・イポリット『ヘーゲル精神現象学の生成と構造（下）』岩波書店、1973
- ジル・ドゥルーズ、フェリックス・ガタリ『アンチ・オイディプス　資本主義と分裂症』河出書房新社、1986年